# 大白
大白（英語：Baymax）是漫威漫畫于1998年出版的同名漫畫中的一個虛構超級英雄，由Steven T. Seagle和Duncan Rouleau創作，首次出現在《太陽火與大英雄天團》#1。
在迪士尼動畫电影《超能陆战队》中，大白被描繪為一个充氣機器人，作为醫療保健伙伴。

## 其他媒體

### 電影
在電影《大英雄天團》中，大白由史考特·艾達斯特配音。在電影中，大白的原身份是由濱田廣的哥哥濱田正所發明的醫療機器人，後被滨田广改造成多功能机器人，为电影中大白的超级英雄之路拉开帷幕。

### 電視
在電視動畫《大英雄天團》和《杯麵！》，大白同由史考特·艾達斯特配音。動畫新作影集《杯麵！(BAYMAX!)》，於2022年6月29日在Disney+獨家上線。

### 遊戲
- 《迪士尼無限世界：漫威超級英雄》
- 《迪士尼無限世界3.0》
- 《王國之心III》

### 遊樂設施
- 杯麵歡樂之旅（英语：The Happy Ride with Baymax）